# Alejandra Araya
Alejandra Araya Caro (Santiago de Chile, 27 de diciembre de 1989) es una actriz y productora chilena.

## Biografía
Nació el 27 de diciembre de 1989 en Santiago.
Comenzó su formación artística desde muy pequeña. Su interés por la actuación empezó a muy temprana edad «A los 11 años les dije a mis padres que quería ser actriz». Araya comenzó a actuar durante la infancia, después de que su madre comenzó a llevarla a talleres de actuación en la escuela. También se caracterizó por su afición por el baile participando en el Ballet Folclórico de Chile (Bafochi).
Araya comenzó su formación profesional graduándose de la Academia Club de Teatro de Fernando González en Santiago en 2012.

## Carrera artística
Sus inicios se caracterizaron por apariciones en obras de teatro de compañías independientes como en La casa acepta el fracaso, —incluye gira por Francia— Ubu Rey, —obra ganadora de FONDART 2014— y La cenicienta moderna, entre otras.
Araya ha fortaleciendo su presencia en la coordinación y producción de teatro. Araya ha coordinado montajes como El zoológico de cristal, de Tennessee Williams en Estación Mapocho, Vivan nuestros poetas, en el Teatro Nacional, El jardín de los cerezos, de Antón Chéjov y Sueño de una noche de verano, de William Shakespeare en Teatro Camino de Héctor Noguera. En el mismo teatro, ejerce docencia y colabora en la creación colectiva de los contenidos dramáticos para montar.
En 2015, Araya se unió al taller de actuación a cargo de Moira Miller que tiene la cadena Mega para jóvenes actores que buscan un espacio en el área dramática, fue allí donde los ejecutivos pusieron los ojos por primera vez en la actriz. En el año 2016 comenzaron los cástines para Perdona nuestros pecados, la superproducción basada en los años 50 del escritor y guionista Pablo Illanes. La principal preocupación de los directores de casting era encontrar a los actores adecuados para interpretar los papeles secundarios. —la hermana mayor y las dos mejores amigas de la protagonista— «Primero hice un casting para interpretar a las amigas de María Elsa, donde estábamos muchas de los que egresamos de esta escuela». Tras las audiciones, la productora Daniela Demicheli y la directora María Eugenia Rencoret le comunicaron a Araya que había sido seleccionada para interpretar a Isabel Quiroga, la malvada hija mayor de la familia Quiroga encabezada por Álvaro Rudolphy e Patricia Rivadeneira.
El debut de Araya como Isabel Quiroga llegó en 2017, con el estreno de Perdona nuestros pecados, junto a Álvaro Rudolphy, Patricia Rivadeneira y Mariana di Girolamo. La serie batió récords de audiencia durante su el primer semestre, siendo la producción más taquillera de ese año y batió récords de mayor recaudación para Mega. La crítica elogió, mayoritariamente, el trabajo de las actores jóvenes, haciendo hincapié en la interpretación de Araya. La actriz recibió diversas críticas positivas por su aclamada interpretación antagónica. En 2018 fue nominada en los Premio Caleuche en la categoría de Mejor actriz de soporte en teleseries.

## Vida personal
La actriz realizó estudios de Kalaripayattu bajo la maestría del actor Eyal Meyer.

## Filmografía
| Año  | Título              | Papel            | Director                 |
| ---- | ------------------- | ---------------- | ------------------------ |
| 2007 | Insidias diaboli    | Carolina de León | Diego Álvarez            |
| 2019 | Si los meses siguen | Lina             | Javiera Hernández Köhler |
| 2021 | A.D.A.M.            | Joyce Nova       | Pablo Roldán             |

## Televisión
| Año       | Título                   | Rol                  | Notas                             |
| --------- | ------------------------ | -------------------- | --------------------------------- |
| 2015      | La chúcara               |                      |                                   |
| 2016      | Sres. papis              | Gabriela             |                                   |
| 2017–2018 | Perdona nuestros pecados | María Isabel Quiroga | T1-T2. Antagonista; 312 episodios |
| 2019      | Juegos de poder          | Cinthya Bravo        | Protagonista; 161 episodios       |
| 2021      | Demente                  | Bianca Rosetti       | Elenco principal                  |
| 2021–2022 | Mi fortuna es amarte     |                      |                                   |
| 2022      | Hijos del desierto       | Sara Levi            | Elenco principal                  |
| 2025      | Juegos de amor y poder   |                      | 2 episodios                       |

| Año  | Título                   | Rol           | Notas                     |
| ---- | ------------------------ | ------------- | ------------------------- |
| 2020 | El reencuentro           | Laura         | Protagonista; 6 episodios |
| 2022 | El refugio               |               | 6 episodios               |
| 2023 | Cecilia, la incomparable | Lena          |                           |
| 2023 | Tríada                   | Dolores López |                           |

## Audio serie
| Año  | Título        | Rol    | Notas        | Cadena  |
| ---- | ------------- | ------ | ------------ | ------- |
| 2022 | Caso 63       |        |              | Spotify |
| 2022 | Hamlet sonoro | Ofelia | Protagonista | Spotify |

## Teatro

#### Como actriz
- 2014 - La casa acepta el fracaso
- 2015 - Ubu Rey
- 2015 - La cenicienta moderna
- 2016-2017 - Isabel Patapelá - Isabel
- 2017-2018 - Odiar lo que se ama - Isabel
- 2017-2018 - El secuestro de la bibliotecaria - Ernestina Laburnum
- 2018 - Nupaaka
- 2019 - La bella durmiente y el príncipe - La bella durmiente

#### Como productora
- 2014 - El Zoológico de Cristal, estrenada en Estación Mapocho.
- 2014 - Vivan nuestros poetas, estrenada en Teatro Nacional Chileno.
- 2015 - El jardín de los cerezos, estrenada en Teatro Camino.
- 2016 -  Sueño de una noche de verano, Teatro Camino.

## Premios y nominaciones
| Año  | Premio          | Categoría                            | Producción               | Resultado |
| ---- | --------------- | ------------------------------------ | ------------------------ | --------- |
| 2017 | Premio Fotech   | Mejor actriz secundaria              | Perdona nuestros pecados | Ganadora  |
| 2018 | Premio Caleuche | Mejor actriz de reparto - Teleseries | Perdona nuestros pecados | Nominada  |
| 2019 | Premio Estrella | Mejor actriz de reparto - Teleseries | Juegos de poder          | Ganadora  |
| 2019 | Premio Marés    | Mejor actriz de soporte - Drama      | Juegos de poder          | Ganadora  |